# Стара хирівська синагога
Стара хирівська синагога була заснована в 1740 році. Спалена німцями після захоплення міста під час Другої світової війни. Після війни не поновлена.
Дерев'яна будівля синагоги мала прямокутну форму (або L-подібну), була двоповерховою. Дах двосхилий, дерев'яний.

## Зовнішні посилання
- Гравюра синагоги